# Diego Terenzi
Diego Terenzi (Pesaro, 23 novembre 1995) è un cestista italiano.
Alto 193 cm per 90 kg di peso, in campo viene impiegato come playmaker.

## Carriera

### Club
Prodotto del vivaio della VL Pesaro viene aggregato alla prima squadra per la stagione 2013-2014 quando esordisce nel campionato di Serie A, durante il corso del campionato gioca sette partite e va a punti solo in due, 3 punti contro la Mens Sana Siena e 1 punto contro l'Olimpia Milano.
Trascorre tutte le giovanili a Pesaro tranne una piccola parentesi nel 2012 quando partecipa all'Euroleague International Junior Tournament di Roma con la Stella Azzurra Roma, realizzando ben 15 punti di media a partita.
Per la stagione 2014-2015 viene ceduto in prestito all'US Basket Recanati con la quale disputa il campionato di Serie A2. Riesce ad andare in doppia cifra in due occasioni: la prima volta segna 10 punti contro la capolista De' Longhi Treviso, mentre la seconda segna 14 punti contro l'Andrea Costa Imola Basket.
Chiude il campionato in 3ª posizione con la società leopardiana raggiungendo così i play-off per la Serie A.
Durante Gara1 contro il Basket Ferentino segna 13 punti nella vittoria per 91-100 in trasferta.
Al termine della stagione viene acquistato dalla Fulgor Omegna in Serie A2. Nel campionato 2017/2018 inizia il torneo di Serie B - Girone C nei Lions Basket Bisceglie, per poi passare - nel febbraio 2018 - all'Olimpia Matera, che disputa il medesimo campionato nello stesso girone.

### Nazionale
Nel 2011 veste per la prima volta la canotta azzurra con l'Italia under 16. Nel 2013 viene convocato per la prima volta dall'Italia under 18 con la quale partecipa anche al 3º Campionato Mondiale di Basket 3vs3 svolto a Giacarta, in Indonesia.
Nel febbraio del 2015 prende parte al raduno dell'Italia under 20 a Roma.

## Statistiche

### Stagione Regolare
| Stagione        | Squadra            | Competizione                     | Partite | Partite | Partite | Statistiche tiro | Statistiche tiro | Statistiche tiro | Altre statistiche | Altre statistiche | Altre statistiche | Altre statistiche | Altre statistiche |
| Stagione        | Squadra            | Competizione                     | Pres.   | Titol.  | Minuti  | Tiri da 2        | Tiri da 3        | Liberi           | Rimb.             | Assist            | Rubate            | Stopp.            | Punti             |
| --------------- | ------------------ | -------------------------------- | ------- | ------- | ------- | ---------------- | ---------------- | ---------------- | ----------------- | ----------------- | ----------------- | ----------------- | ----------------- |
| 2013-2014       | VL Pesaro          | Serie A                          | 7       | 0       | 26      | 0/2              | 1/4              | 1/2              | 2                 | 1                 | 1                 | 0                 | 4                 |
| 2014-2015       | US Basket Recanati | [[Serie A2 2014-2015\|Serie A2]] | 29      | 0       | 334     | 17/40            | 9/42             | 12/15            | 37                | 16                | 12                | 1                 | 73                |
| Totale carriera | Totale carriera    | Totale carriera                  | 36      | 0       | 360     | 17/42            | 10/46            | 13/17            | 39                | 17                | 13                | 1                 | 77                |

## Palmarès
- Coppa Disciplina

Pesaro: 2013-2014